# أندي ماكليود
أندي ماكليود (بالإنجليزية: Andy MacLeod)‏ (14 مارس 1969 بغلاسكو في المملكة المتحدة - ) هو لاعب كرة قدم بريطاني في مركز الهجوم. لعب مع فورتونا سيتارد ونادي أبردين ونادي روس كاونتي.